# Пурдошанский район
Пурдошанский район — упразднённая административно-территориальная единица в составе Мордовской АССР, существовавшая в 1937—1962 годах. Административный центр — село Пурдошки.

## Население
По данным переписи 1939 года в Пурдошанском районе проживало 31 561 чел., в том числе русские — 72,1 %, мордва — 19,9 %, татары — 6,8 %. По данным переписи 1959 года в районе проживало 21 862 чел.

## История
Пурдошанский район был образован 10 мая 1937 года в составе Мордовской АССР. В район были переданы Аксёл-Выселкский, Буртасовский, Мордовско-Коринский, Мордовско-Пошатский, Ново-Кадышевский, Ново-Ямской, Пурдошанский, Русско-Пошатский, Старо-Ковыляйский, Старо-Ямской и Урейский с/с из Ельниковского района; Аксёльский, Жегаловский, Митряловский, Ново-Боркинский, Полянский и Чумартовский с/с из Темниковского района; Булаевский с/с из Краснослободского района.
По данным 1945 года район включал 18 сельсоветов: Аксёльский, Больше-Мордовско-Пошатский, Булаевский, Буртасовский, Жегаловский, Митряловский, Мордовско-Коринский, Нижне-Боркинский, Ново-Кадышевский, Ново-Ковыляйский, Ново-Русско-Пошатский, Ново-Ямской, Полянский, Пурлошанский, Старо-Ковыляйский, Старо-Ямской, Урейский и Чумартовский.
14 декабря 1962 года Пурдошанский район был упразднён.

## Экономика
В районе имелись маслозавод, крахмальный завод, электростанция, 2 машинно-тракторных станции, типография. Действовали 32 начальных, 10 неполных средних и 2 средних школы, 18 библиотек, 16 изб-читален, 20 клубов, детский сад, больница, 2 амбулатории, 5 фельдшерско-акушерских пункта и 2 роддома. Издавалась газета «Ленинская трибуна».